# Alla Sergejewna Demidowa

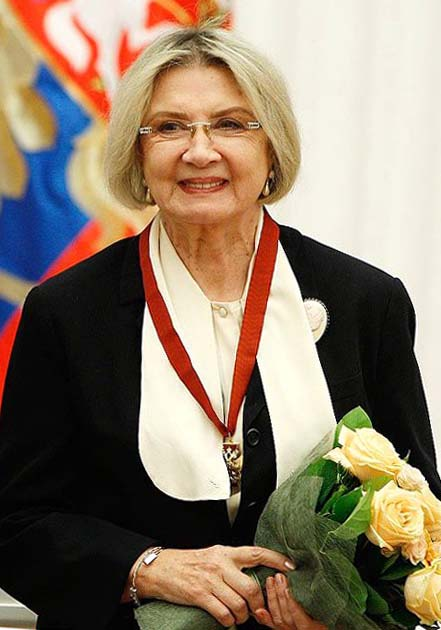
Alla Sergejewna Demidowa (2022)

Alla Sergejewna Demidowa (russisch Алла Сергеевна Демидова; * 29. September 1936 in Moskau) ist eine sowjetische bzw. russische Theater- und Filmschauspielerin.

## Leben
Demidowas Vater Sergei Alexejewitsch Demidow war 1932 kurzzeitig verhaftet und ab Beginn des Deutschen Angriffskriegs gegen die Sowjetunion Freiwilliger in der Roten Armee mit Tod 1944 vor Warschau. Während des Krieges lebte die Tochter bei einer Großmutter in einem Dorf bei Wladimir und nach dem Krieg bei ihrer Mutter Alexandra Dmitrijewna Demidowa geborene Chartschenko, die an der Lomonossow-Universität Moskau (MGU) an einem Lehrstuhl der Ökonomie-Fakultät als wissenschaftliche Mitarbeiterin im Bereich Kybernetik und Wirtschaftsprogrammierung arbeitete und wieder heiratete.
Im Schultheater bekam Demidowa nur kleine Rollen, keine Frauenrollen, sodass sie sich ein eigenes Rezitationsprogramm erarbeitete, darin auch Katerinas Monolog aus Alexander Ostrowskis Grosa (Gewitter) und ein Auszug aus Lew Tolstois Anna Karenina. Als sie 1954 nach dem Schulabschluss an der Schtschukin-Theaterhochschule wegen ihrer schlechten Aussprache nicht angenommen wurde, studierte sie an der MGU in der Ökonomie-Fakultät in einer Gruppe mit Gawriil Popow.
Im dritten Jahreskurs wurde Demidowa im Studententheater der MGU unter der Leitung Igor Lipskis Schauspielerin in Schillers Kabale und Liebe als Kammerjungfer. Als 1958 Rolan Bykow die Leitung übernahm, bekam sie sogleich eine große Rolle in Pavel Kohouts So eine Liebe, die sie neben Ija Sawwina mit Erfolg meisterte. Das Studium an der MGU schloss sie 1959 ab.
Nach ihrem Filmdebüt 1957 spielte Demidowa in verschiedenen Filmen, so auch in Michail Romms Neun Tage eines Jahres (1962).
An der Schtschukin-Theaterhochschule wurde Demidowa 1959 trotz ihrer immer noch speziellen Aussprache bedingt zum Studium zugelassen, worauf sie bei Anna Orotschko studierte. Im ersten Kursjahr arbeitete sie im Wachtangow-Theater mit wie auch Darja Peschkowa (Enkelin Maxim Gorkis) und spielte ein Showgirl im Badeanzug. Als Jean Vilar mit dem Théâtre National Populaire (TNP) nach Moskau kam und sie beim Fechten in der Turnhalle sah, forderte er sie auf, das Studieren zu beenden und zu ihm ins Theater zu kommen. Auf der Bühne der Schtschukin-Theaterhochschule spielte sie Hauptrollen in Stücken von Alexander Afinogenow, John Boynton Priestley und Eugène Labiche. Das Studium an der Schtschukin-Theaterhochschule schloss sie 1964 mit Auszeichnung ab. Ihre Diplomarbeit war die Rolle der Frau Yang in Bertolt Brechts Stück Der gute Mensch von Sezuan, das in Juri Ljubimows Kurs aufgeführt wurde.
Nachdem sich Demidowa nach dem Studium vergeblich am Wachtangow-Theater beworben hatte, nahm sie an einer Aufführung im Majakowski-Theater teil. Hier bot ihr Nikolai Ochlopkow an, den Hamlet zu spielen, aber das Projekt kam nicht zustande.
Als Ljubimow 1964 das Taganka-Theater gründete, wurde Demidowa dort eine der Hauptdarstellerinnen, obwohl sie zunächst nur kleine Rollen erhielt und ihre Darstellung der Wera im Schauspiel nach Michail Lermontows Ein Held unserer Zeit ein Misserfolg war.
Den ersten Filmerfolg hatte Demidowa in Igor Talankins Film Dnewnyje swjosdy (Tagessterne) (1966), der 1969 auf den 30. Internationalen Filmfestspielen von Venedig die Goldene Teilnehmermedaille erhielt. In den 1970er Jahren übernahm sie in vielen Filmen Rollen, in denen sie in einzigartiger Weise Intellektualität und geistige Besessenheit darstellte.
Trotz Demidowas Erfolgen am Taganka-Theater wuchs ihre Unzufriedenheit, weil sie sich in allem dem Diktat des Regisseurs beugen musste. Am Ende der 1970er Jahre begann sie, mit Wladimir Wyssozki Experimentelles auf der Bühne zu versuchen. Zunächst schlug sie vor, ein Stück auf der Basis der Briefe und Tagebücher Lew Tolstois und Sofja Tolstajas zu inszenieren. Dann übersetzte für sie Witali Wulf Tennessee Williams’ Out Cry (The Two-Character Play) über einen Regisseur und seine Schwester. Zu der von Wyssozki inszenierten Aufführung mit ihm und Demidowa, die nur im Theater mit einem Aushang bekannt gegeben worden war, kamen keine Zuschauer. Vor der Abreise des Taganka-Theaters zu Gastspielen nach Polen wurde das Experiment abgebrochen. Eineinhalb Monate nach der Rückkehr starb Wyssozki 1980.
Neben der Arbeit im Theater und im Film trat Demidowa im Fernsehen mit eigenen Sendungen auf, wobei sie eine eigene Art des Lesens von Poesie und Prosa zeigte. Sie las 1982 einen Text zu Igor Maslennikows Film Pique Dame nach Alexander Puschkins Pique Dame, wobei sie auch selbst in die Handlung eingriff. Sie las in der Regel mit musikalischer Begleitung Anna Achmatowas Poem ohne Held und stellte mit eigener Interpretation Werke Alexander Puschkins, Iwan Bunins und von Autoren des Silbernen Zeitalters vor.
Als Giorgio Strehler im Mai 1987 zwei Inszenierungen des Taganka-Theaters zu seinem Jubiläum nach Mailand einlud, lernte er Demidowa kennen und lud sie als Direktor der Nationen ein, in seinem Projekt der Stimmen Europas Russland zu vertreten.
Ab 1988 arbeitete Demidowa mit dem Regisseur Roman Wiktjuk am Taganka-Theater zusammen. Auf ihre Initiative inszenierte er 1988 Marina Zwetajewas Drama Phädra (1927) mit Demidowa in der Hauptrolle. Im folgenden Jahr lud Antoine Vitez sie ein, in Jean Racines Phèdre in der Comédie-Française die Phädra auf Russisch zu spielen, um sie als Ausländerin unter den Griechen zu charakterisieren. Da die Mitspieler dies nicht akzeptierten, wollte Vitez das Stück mit russischen Schauspielern im Odéon – Théâtre de l’Europe inszenieren und kam nach Moskau zur Auswahl der Schauspieler. Allerdings starb Vitez am 30. April 1990.
Um ihre Vorstellungen verwirklichen zu können, gründete Demidowa 1993 ihr eigenes Teatr A und inszenierte wieder Phädra. Dann spielte sie in drei ausverkauften Uraufführungen die Marquise de Merteuil in Heiner Müllers
Quartett, das sie 1993 auf einem Theaterfestival in Québec kennengelernt hatte, die Medea in Müllers Verkommenes Ufer Medeamaterial Landschaft mit Argonauten (1996) und den Hamlet in William Shakespeares Hamlet.
Seit 1980 ist Demidowa auch literarisch tätig und schrieb Bücher mit ihren Erinnerungen und Vorstellungen vom Theater. Ihr Buch über Achmatowas Poem ohne Held erschien 2006.
Demidowa war mit dem Drehbuchautor Wladimir Waluzki (1936–2015) verheiratet, den sie 1961 kennengelernt hatte, und blieb kinderlos.

## Ehrungen, Preise
- Verdiente Künstlerin der RSFSR (1973)
- Staatspreis der UdSSR (1977)
- Volkskünstlerin der RSFSR (1984)[4]
- Stanislawski-Preis (1993, 2018)
- Orden der Freundschaft (1997)
- Preis des Präsidenten der Russischen Föderation 2000 im Bereich Literatur und Kunst (2001)
- Goldener Widder der Gilde der Filmkundler und Filmkritiker Russlands (2004)
- Nika-Preis (2005)[4]
- Filmpreis Goldener Adler (2006)[13]
- Verdienstorden für das Vaterland IV. Klasse (2007),[14] III. Klasse (2022)[15]
- Goldene Maske (2018, 2022)